# Polacy na Litwie

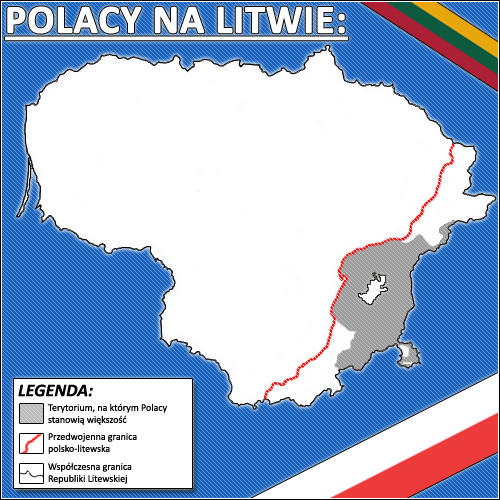
Szary: terytoria, na których Polacy stanowią większość. Czerwony: przedwojenna granica polsko-litewska

Polacy na Litwie – najliczniejsza mniejszość narodowa na Litwie, według statystyk oficjalnych liczy 183 421 osoby, czyli 6,52% ludności tego kraju (2021). Mieszkają głównie w Wilnie i w zwartym osadnictwie w rejonach wileńskim, solecznickim, święciańskim i trockim (w rejonach solecznickim i wileńskim stanowią większość mieszkańców). Zamieszkują też w rozproszeniu resztę kraju, w przeszłości na Kowieńszczyźnie stanowili większość ludności. Zrzesza ich Związek Polaków na Litwie.

## Statystyki
W Republice Litewskiej mieszka 183 421 osób (według spisu ludności z 2021 r.) narodowości polskiej. Według oficjalnego spisu ludności Polacy stanowią na Litwie ok. 6,52% wszystkich mieszkańców, więc stanowią oni największą mniejszość narodową Republiki. Drugą mniejszością narodową pod względem liczebności jest mniejszość rosyjska.
|                                                   |                                                     |                                               |
| Zadeklarowana w spisie ludności narodowość polska | Procentowy udział Polaków w poszczególnych rejonach | Liczebność Polaków w poszczególnych rejonach. |
| Źródło: Spis powszechny z 2001 r.                 |                                                     |                                               |

| Liczba Polaków na Litwie w obecnych granicach kraju | Liczba Polaków na Litwie w obecnych granicach kraju | Liczba Polaków na Litwie w obecnych granicach kraju | Liczba Polaków na Litwie w obecnych granicach kraju | Liczba Polaków na Litwie w obecnych granicach kraju | Liczba Polaków na Litwie w obecnych granicach kraju | Liczba Polaków na Litwie w obecnych granicach kraju | Liczba Polaków na Litwie w obecnych granicach kraju | Liczba Polaków na Litwie w obecnych granicach kraju | Liczba Polaków na Litwie w obecnych granicach kraju | Liczba Polaków na Litwie w obecnych granicach kraju | Liczba Polaków na Litwie w obecnych granicach kraju | Liczba Polaków na Litwie w obecnych granicach kraju | Liczba Polaków na Litwie w obecnych granicach kraju |
| Rok                                                 | 1897 spis                                           | 1923 szac.                                          | 1959 spis                                           | 1970 spis                                           | 1979 spis                                           | 1989 spis                                           | 2001 spis                                           | 2007 szac.                                          | 2008 szac.                                          | 2009 szac.                                          | 2010 szac.                                          | 2011 spis.                                          | 2021 spis.                                          |
| --------------------------------------------------- | --------------------------------------------------- | --------------------------------------------------- | --------------------------------------------------- | --------------------------------------------------- | --------------------------------------------------- | --------------------------------------------------- | --------------------------------------------------- | --------------------------------------------------- | --------------------------------------------------- | --------------------------------------------------- | --------------------------------------------------- | --------------------------------------------------- | --------------------------------------------------- |
| Populacja                                           | 260 000                                             | 415 000                                             | 230 000                                             | 240 200                                             | 247 000                                             | 258 000                                             | 235 000                                             | 212 100                                             | 208 300                                             | 205 500                                             | 201 500                                             | 200 317                                             | 183 421                                             |
| Odsetek                                             | 9,7%                                                | 15,3%                                               | 8,5%                                                | 7,7%                                                | 7,3%                                                | 7,0%                                                | 6,7%                                                | 6,3%                                                | 6,2%                                                | 6,1%                                                | 6,0%                                                | 6,6%                                                | 6,52%                                               |

| Polacy na Litwie, którzy uważają polski za swój język ojczysty (dane spisów) | Polacy na Litwie, którzy uważają polski za swój język ojczysty (dane spisów) | Polacy na Litwie, którzy uważają polski za swój język ojczysty (dane spisów) | Polacy na Litwie, którzy uważają polski za swój język ojczysty (dane spisów) | Polacy na Litwie, którzy uważają polski za swój język ojczysty (dane spisów) | Polacy na Litwie, którzy uważają polski za swój język ojczysty (dane spisów) | Polacy na Litwie, którzy uważają polski za swój język ojczysty (dane spisów) |
| Rok                                                                          | 1959                                                                         | 1970                                                                         | 1979                                                                         | 1989                                                                         | 2001                                                                         | 2011                                                                         |
| ---------------------------------------------------------------------------- | ---------------------------------------------------------------------------- | ---------------------------------------------------------------------------- | ---------------------------------------------------------------------------- | ---------------------------------------------------------------------------- | ---------------------------------------------------------------------------- | ---------------------------------------------------------------------------- |
| Odsetek                                                                      | 96,8%                                                                        | 92,4%                                                                        | 88,3%                                                                        | 85,0%                                                                        | 80,0%                                                                        | 79,0%                                                                        |

W latach 1959–1989 mimo wzrostu liczebności Polaków na Litwie, liczba bezwzględna tych z nich, którzy uważają polski za swój język ojczysty, utrzymywała się na poziomie ok. 220 000, ale już pierwszy spis na niepodległej Litwie (2001 r.) zanotował spadek do 188 000, spis 2011 odnotował dalszy spadek do poziomu 154 000.
Głównym skupiskiem Polaków na Litwie jest okręg wileński, gdzie Polacy stanowią 23%. W samym Wilnie mieszka 88 408 osób (ok. 16,5%) narodowości polskiej. Najwięcej procentowo Polaków mieszka w rejonie solecznickim (78% ludności), w tym najwięcej w gminach Ejszyszki i Miedniki (odpowiednio 93,5% i 93,2% ludności), rejonie wileńskim (52% ludności), w rejonie trockim (30% ludności) i rejonie święciańskim (26%). Polacy zamieszkują także rejon elektreński (7%), a także w rozproszeniu w okręgu kowieńskim. Zamieszkują ściśle, choć w niewielkiej ilości też okręg olicki (2%) oraz okręg uciański (4%).
| Okręg  | kłajpedzki  | kowieński    | mariampolski | olicki       | poniewieski      |
| Polacy | 748 – 0,22% | 2812 – 0,46% | 277 – 0,17%  | 3029 – 1,92% | 513 – 0,20%      |
| Okręg  | szawelski   | tauroski     | telszański   | uciański     | wileński         |
| Polacy | 429 – 0,14% | 69 – 0,06%   | 122 – 0,06%  | 6126 – 4,03% | 186 192 – 22,98% |

| Rejon                 | Spis 2001      | Spis 2001         | Spis 2011      | Spis 2011         |
| Rejon                 | Liczba Polaków | % całej populacji | Liczba Polaków | % całej populacji |
| --------------------- | -------------- | ----------------- | -------------- | ----------------- |
| elektreński           | 2175           | 7,52%             | 1769           | 7,08%             |
| solecznicki           | 31 223         | 80%               | 26 858         | 77,75%            |
| szyrwincki            | 2019           | 10%               | 1628           | 9,27%             |
| święciański           | 9100           | 28%               | 7239           | 25,98%            |
| trocki                | 12 403         | 33,2%             | 10 362         | 30,11%            |
| wileński              | 56 197         | 63,5%             | 49 648         | 52,07%            |
| wiłkomierski          | 335            | 0,7%              | 280            | 0,70%             |
| Wilno (rejon miejski) | 104 446        | 19,40%            | 88 408         | 16,51%            |
| Suma                  | 217 898        | 26,11%            | 186 192        | 22,98%            |

| Rejon                 | Spis 2001      | Spis 2001         | Spis 2011      | Spis 2011         |
| Rejon                 | Liczba Polaków | % całej populacji | Liczba Polaków | % całej populacji |
| --------------------- | -------------- | ----------------- | -------------- | ----------------- |
| birsztański           | 21             | 0,1%              | 16             | 0,35%             |
| janowski              | 714            | 1,7%              | 542            | 1,17%             |
| kiejdański            | 504            | 0,8%              | 329            | 0,61%             |
| koszedarski           | 374            | 1,0%              | 351            | 1,04%             |
| kowieński             | 720            | 1,0%              | 340            | 0,40%             |
| Kowno (rejon miejski) | 2500           | 0,6%              | 1 136          | 0,36%             |
| preński               | 102            | 0,3%              | 67             | 0,22%             |
| rosieński             | 43             | 0,1%              | 31             | 0,08%             |
| Suma                  | 4978           | 0,74%             | 2 812          | 0,46%             |

| Rejon                         | Spis 2001      | Spis 2001         | Spis 2011      | Spis 2011         |
| Rejon                         | Liczba Polaków | % całej populacji | Liczba Polaków | % całej populacji |
| ----------------------------- | -------------- | ----------------- | -------------- | ----------------- |
| ignaliński wraz z wisagińskim | 4449           | 8,5%              | 3 405          | 8,31%             |
| jezioroski                    | 1518           | 6,7%              | 1 082          | 5,88%             |
| malacki                       | 2053           | 8,1%              | 1 313          | 6,34%             |
| oniksztyński                  | 121            | 0,4%              | 97             | 0,34%             |
| uciański                      | 287            | 0,6%              | 229            | 0,53%             |
| Suma                          | 8428           | 4,7%              | 6 126          | 4,03%             |

| Rejon                          | Spis 2001      | Spis 2001         | Spis 2011      | Spis 2011         |
| Rejon                          | Liczba Polaków | % całej populacji | Liczba Polaków | % całej populacji |
| ------------------------------ | -------------- | ----------------- | -------------- | ----------------- |
| druskienicki                   | 995            | 4%                | 755            | 3,46%             |
| łoździejski                    | 106            | 0,4%              | 77             | 0,34%             |
| olicki wraz z rejonem miejskim | 768            | 0,7%              | 585            | 0,37%             |
| orański                        | 2067           | 6,6%              | 1612           | 6,35%             |
| Suma                           | 3936           | 2,2%              | 3029           | 1,92%             |

| Miasto         | Liczba Polaków | % całej populacji |
| -------------- | -------------- | ----------------- |
| Wilno          | 85816          | 16,36%            |
| Kowno          | 1136           | 0,36%             |
| Kłajpeda       | 540            | 0,33%             |
| Szawle         | 160            | 0,15%             |
| Poniewież      | 180            | 0,18%             |
| Olita          | 384            | 0,64%             |
| Mariampol      | 117            | 0,29%             |
| Janów          | 373            | 1,22%             |
| Uciana         | 145            | 0,50%             |
| Kiejdany       | 185            | 0,69%             |
| Wiłkomierz     | 138            | 0,58%             |
| Wisaginia      | 2084           | 9,32%             |
| Druskieniki    | 612            | 4,15%             |
| Elektreny      | 416            | 3,46%             |
| Landwarów      | 2859           | 25,75%            |
| Grzegorzewo    | 2518           | 23,17%            |
| Orany          | 478            | 5,17%             |
| Jeziorosy      | 340            | 4,75%             |
| Malaty         | 131            | 2,04%             |
| Szyrwinty      | 285            | 4,44%             |
| Soleczniki     | 4538           | 71,37%            |
| Ignalino       | 178            | 2,96%             |
| Podbrodzie     | 2681           | 44,73%            |
| Nowe Święciany | 844            | 14,62%            |
| Niemenczyn     | 2858           | 56,55%            |
| Święciany      | 860            | 17,33%            |
| Troki          | 938            | 19,01%            |
| Jewie          | 536            | 10,91%            |
| Ejszyszki      | 2844           | 83,26%            |
| Rudziszki      | 832            | 36,17%            |
| Biała Waka     | 640            | 58,13%            |
| Dukszty        | 101            | 11,37%            |

## Szkolnictwo polskie na Litwie
Już w latach 40. XX wieku, a więc wkrótce po aneksji Wileńszczyzny przez ZSRR, Polacy uzyskali prawo do własnego szkolnictwa, tworzenia organizacji społecznych i kulturalnych, a nawet własnej gazety Czerwony Sztandar. W chwili obecnej  Litwa jest jedynym poza Polską krajem, w którym istnieje pełny system oświaty w języku polskim. Polskie szkoły w liczbie blisko 100 istnieją w rejonach solecznickim, wileńskim, święciańskim, trockim i orańskim. Działa tu również kilkadziesiąt polskich przedszkoli. W 2007 roku uruchomiono polskojęzyczną filię Uniwersytetu w Białymstoku w Wilnie (Wydział Informatyki i Ekonomii). Ponadto wyższe wykształcenie w języku polskim można zdobyć na wydziałach polonistyki uniwersytetów Wileńskiego oraz Edukacyjnego.
W roku szkolnym 2009–2010 na Litwie było 14 170 uczniów z językiem nauczania polskim, w 2010–2011 – 13 393, w 2011–2012 – 12 895 co stanowiło 3,3% od ogółu uczniów Litwy, choć jeszcze w latach 90. XX wieku do polskich szkół uczęszczało ponad 20 tys. uczniów. Spis narodowy Litwy podaje skład ludności według wieku w poszczególnych narodowościach, tak Polacy stanowią 5,2% ogółu ludności Litwy w wieku do 9 lat oraz 5,6% w wieku 10–19 lat. Z tego wynika, że ok. 40% Polaków w wieku szkolnym nie otrzymuje nauki w języku polskim.

## Dostęp do polskich nabożeństw i mszy
W okręgu wileńskim msze i nabożeństwa są odprawiane w języku polskim w większości kościołów wileńskich, rejonu solecznickiego, trockiego oraz po części święciańskiego i szyrwinckiego. Msze polskie są odprawiane w okręgu kowieńskim w Wędziagole oraz Kownie w kościele pw. Krzyża Świętego, a w okręgu uciańskim m.in. w Turmoncie i Wisagini. W okręgu olickim tylko w Druskiennikach. W języku polskim odbywają się również spotkania religijne innych wyznań (m.in. Świadków Jehowy w Wilnie).

## Media

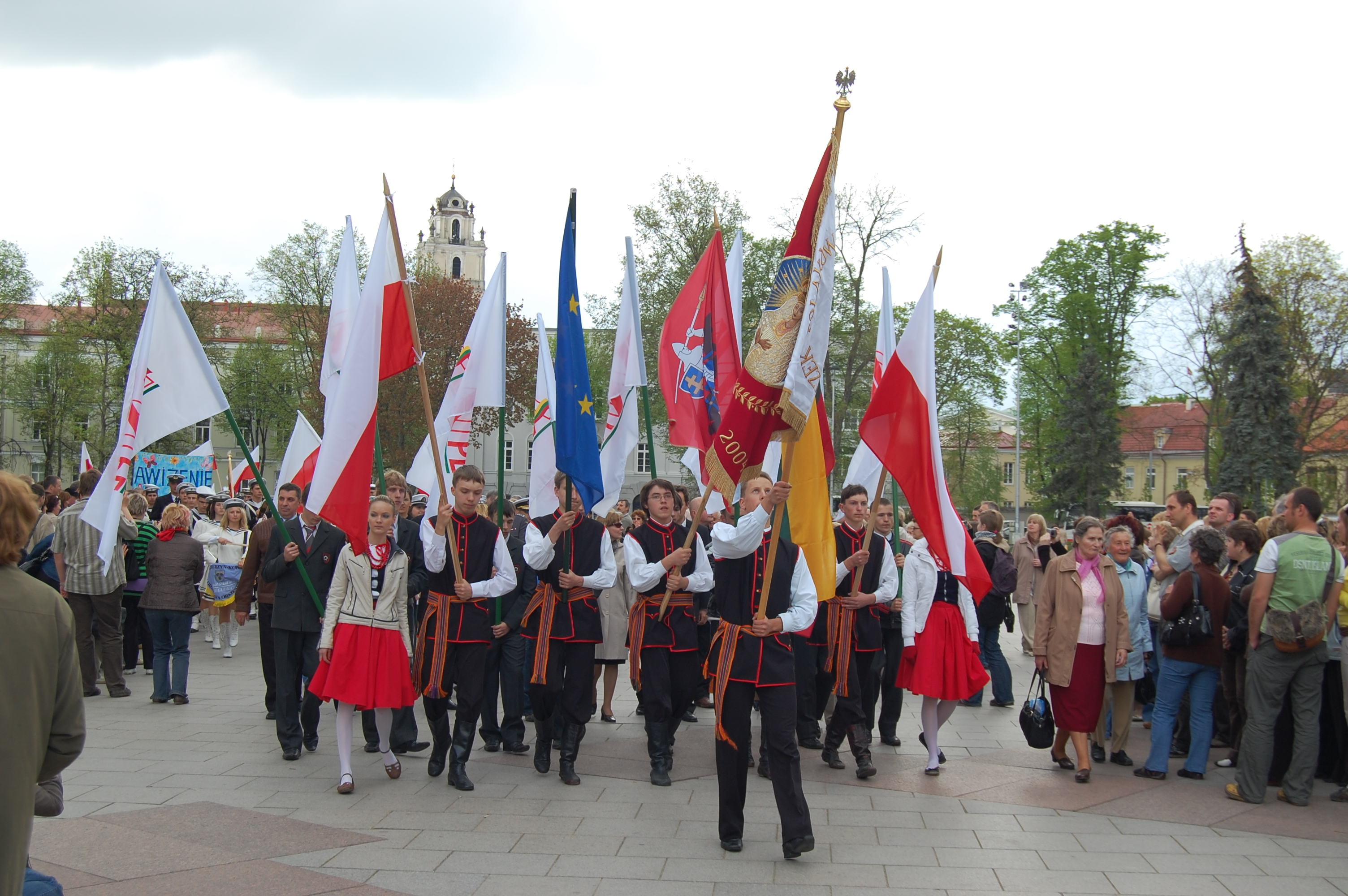
Przemarsz Polaków w Wilnie 2 maja 2008

W okresie międzywojennym Polacy wydawali na Litwie Chatę Rodzinną i Dzień Kowieński. W Wilnie znajdują się redakcje takich gazet jak: Nasz Czas, Kurier Wileński, Znad Wilii, Tygodnik Wileńszczyzny czy Magazyn Wileński oraz katolickie „Spotkania”, które wydawane są w języku polskim.
W każdą sobotę w Telewizji Litewskiej (LRT) na kanale LTV 2 nadawany jest piętnastominutowy program dla mniejszości polskiej Album Wileński (litewskim „Vilniaus albumas”). Codziennie w Litewskim Radiu jest nadawana 30-minutowa audycja w języku polskim. Od 1992 roku swoją siedzibę w stolicy ma Radio „Znad Wilii”, które codzienne audycje nadaje w języku polskim. Od 2016 roku działa też Radio Wilno.
W latach 2007–2017 istniało w Wilnie Polskie Centrum Prasowe i Konferencyjne – wydawca jedynego na Litwie niezależnego serwisu informacyjnego w języku polskim INFOPOL.LT. Dużym polskim portalem na Litwie jest Wilnoteka, a także L24.lt. Swoją stronę internetową posiadają również Radio „Znad Wilii”, Nasz Czas, Tygodnik Wileńszczyzny i Magazyn Wileński, od 2002 roku działa witryna internetowa polskiego dziennika „Kurier Wileński”. Polskie serwisy informacyjne w internecie mają też Dom Kultury Polskiej w Wilnie oraz Instytut Polski w Wilnie. Od marca 2012 roku działa także polska wersja językowa największego litewskiego portalu informacyjnego DELFI.
Od 17 września 2019 na Litwie działa TVP Wilno, nadawane w języku polskim. 10 września 2021 roku kanał zaczął nadawać w HD w multipleksie regionalnym naziemnej telewizji cyfrowej na Litwie.

## Język polski na Litwie

### Dialekt północnokresowy
Jak wynika z artykułu polskiego profesora Jana Otrębskiego opublikowanego w 1931 r., gwara polska na Wileńszczyźnie i w ogóle na terenach północno-wschodnich stanowi bardzo interesującą odmianę polszczyzny, gdyż rozwinęła się ona na obcym terytorium, zamieszkanym w większości przez Litwinów którzy byli białoruscy (w większości) lub spolonizowani, a na dowód tego Otrębski podał przykłady litwinizmów w języku Tutejszego.
W dwudziestoleciu międzywojennym dialekt północnokresowy mieszkańców Wileńszczyzny badała m.in. Halina Turska. Po 1945 badania prowadziła m.in. Barbara Dwilewicz, która w 1997 opisała dialekt północnokresowy mieszkańców wsi Bujwidze. W 2008 pracę poświęconą językowi wileńskich internautów wydała Kinga Geben. Gwarę polskiej młodzieży w Wilnie omówił doc. dr Mirosław Dawlewicz w „Magazynie Wileńskim”.
W 2015 roku polski językoznawca Mirosław Jankowiak zaświadczył, że wielu mieszkańców Wileńszczyzny deklarujących narodowość polską posługuje się dialektem białoruskim, który nazywają „mową prosta”.

### Język polski jako język mniejszości
Polacy zarzucają władzom litewskim naruszanie konwencji ramowej EU w związku z żądaniem usunięcia polskich nazw ulic. Akcją kieruje przedstawiciel rządu na okręg wileński Jurgis Jurkevičius. Sąd Administracyjny Litwy nakazał usunięcie tabliczek do 14 października 2009, jednak w kilku miejscowościach nie wykonano tego nakazu. Michalas Klečkovskis żąda, aby władze litewskie pozwoliły mu zmienić nazwisko na Kleczkowski. Przegrał w Europejskim Trybunale Praw Człowieka  i zwrócił się do Komisji Praw Człowieka ONZ, która odrzuciła wniosek ze względów formalnych.

## Sport
Polacy są aktywni także na polu sportowym. Od sezonu 2012 w piłkarskiej I lidze litewskiej (II poziom ligowy) gra Polonia Wilno. Przed wojną na Litwie kowieńskiej działał Polski Klub Sportowy Sparta Kowno. Piłkarska Sparta kilka sezonów grała w najwyższej klasie rozgrywkowej.  

## Sławni Polacy na Litwie

### Przed wojną
- Ludwik Abramowicz
- Emilia Bażeńska[27]
- Adam Dowgird
- Władysław Komar
- Bronisław Laus
- Kazimierz Narutowicz
- Stanisław Narutowicz
- Joanna Narutowiczowa
- Bolesław Piekarski
- Alfred Tyszkiewicz
- Władysław Wielhorski

### Obecnie
- Anna Krepsztul – malarka ludowa
- Jarosław Kamiński – były wicemer Wilna
- Józef Kwiatkowski – prezes stowarzyszenia nauczycieli polskich „Macierz Szkolna”
- Waldemar Tomaszewski – poseł na Sejm RL, deputowany do Parlamentu Europejskiego
- Gabriel Jan Mincewicz – poseł na Sejm RL; twórca zespołu Wileńszczyzna
- Michał Mackiewicz – poseł na Sejm RL i wydawca „Magazynu Wileńskiego”
- Artur Ludkowski – były wicemer Wilna
- Maria Rekść – mer rejonu wileńskiego
- Leonard Talmont – były mer rejonu solecznickiego
- Zdzisław Palewicz – mer rejonu solecznickiego, zdobywca tytułu „Polak Roku” - 2010
- Antoni Jankowski – pedagog, zdobywca tytułu „Polak Roku” – 2008
- Artur Płokszto – podsekretarz MON
- Dariusz Ławrynowicz i Krzysztof Ławrynowicz – koszykarze, pochodzą z rodziny polsko-litewskiej
- Leokadia Poczykowska – polityk
- Czesław Okińczyc – prezes radia „Znad Wilii”
- Zygmunt Klonowski – wydawca „Kuriera Wileńskiego”
- Stanisław Tarasiewicz – wydawca i redaktor serwisu internetowego INFOPOL.LT
- Wanda Mieczkowska – dyrektorka polskiej galerii „Znad Wilii”
- Romuald Mieczkowski – wydawca i redaktor kwartalnika „Znad Wilii”
- Robert Mickiewicz – redaktor dziennika „Kurier Wileński”
- Jarosław Wołkonowski – historyk, dziekan filii UB
- Jovita Jankelaitytė – aktorka teatralna, nagrodzona „Złotym Krzyżem Sceny" w 2019
- Andrzej Pukszto – politolog, kierownik Katedry Politologii Uniwersytetu Witolda Wielkiego w Kownie
- Jarosław Narkiewicz – polityk i nauczyciel, w latach 2019–2020 minister komunikacji w rządzie Sauliusa Skvrnelisa
- Joanna Moro – aktorka filmowa i teatralna kina polskiego i rosyjskiego
- Ewelina Dobrowolska – polityczka i prawniczka,  minister sprawiedliwości w rządzie Ingridy Šimonytė (2020-2024)
- Władysław Kondratowicz - minister spraw wewnętrznych w rządzie Gintautasa Paluckasa (od 2024)